# Тбилисский зоопарк
Тбилисский зоопарк (груз. თბილისის ზოოპარკი) — зоопарк в столице Грузии городе Тбилиси.

## Исторический обзор
Тбилисский зоологический парк основан 10 февраля 1927 года согласно постановлению исполкома Тбилисского горсовета. Для его строительства была выделена территория площадью около 100 га в ущелье реки Вере (ныне это самый центр города — Площадь Героев). Генеральный план зоопарка был разработан специальной комиссией в составе профессора П. А. Мантейфеля — руководителя научно-исследовательского сектора Московского зоопарка, архитектора Ленинградского (Петербургского) зоопарка В. В. Степанова, ведущих грузинских специалистов зоологов И. Д. Чхиквишвили, А. Г. Джанашвили, З. Н. Ростомбекова и др. Предусматривалось создание следующих отделений: краеведческого, или отделения Кавказа (животные и птицы альпийской зоны — высокогорных районов Кавказа, бассейнов Черного и Каспийского морей и т. д.), отделения фауны Советского Союза (лесная, степная зоны и т. д.), экзотического отделения (животный мир Африки, Австралии, Америки, Азии) и отделения промысловых и сельскохозяйственных животных.
С учётом условий природной среды обитания животных в зоопарке искусственно создавались условия, максимально приближенные к естественным (скалы, водопады, бассейны, растительность, лужайки…). В зоопарке были обезьянник, аквариум, террариум.
В Тбилисском зоопарке были широко представлены эндемичные виды особей, распространенные на Кавказе и, в частности, в Грузии: горный тур, безоаровые козы, муфлоны, серна, косуля, кавказский фазан, кавказская горная индейка, горный орёл и др.
На протяжении многих лет бессменным руководителем научной части зоопарка был видный грузинский зоолог профессор Арчил Джанашвили. Научно-исследовательской работой здесь занимались многие известные ученые-естествоиспытатели и ведущие специалисты: И. Джандиери, Д. Агладзе, М. Рчеулишвили, С. Эркомаишвили, Н. Дзидзишвили, Н. Бадриашвили, Ц. Челидзе и др. Физиологию и психику обезьян изучал академик [Иванэ Бериташвили]. Результаты наблюдений и исследований, проводимых в зоопарке, находили отражение в Трудах Тбилисского зоопарка.
В 1931 году в зоопарке были открыты паразитологическая лаборатория и зоологический музей. Много новшеств в зоопарке было внедрено в период директорства Г. А. Гансона (1934—1944 гг.) — человека передовых взглядов, умелого организатора и руководителя. Это были годы неустанного созидательного труда всего коллектива по благоустройству зоопарка. Была освоена обширная земельная площадь, выделенная для зоопарка, построены новые вольеры и помещения, разбиты газоны и цветники (георгины, астры, розы…), огород (выращиваемые здесь зелень и овощи шли на корм питомцам зоопарка), детская площадка, налажен радиоузел, экскурсионное обслуживание, прогулочные пони для детей и т. д. При зоопарке работал кружок юных натуралистов.
В Тбилисском зоопарке велась интенсивная научная деятельность. В 1936 году под непосредственным руководством Г. А. Гансона была основана экспериментальная лаборатория, консультантом которой из Москвы был приглашен известный русский ученый-биолог профессор Н. К. Кольцов. В лаборатории проводились интересные опыты по гибридизации. В частности, путём скрещивания самца дагестанского тура и самки дикой козы был выведен крупный гибрид — козлотур весом 86 кг; путём гибридизации зебры и лошади тушинской породы был получен зеброид — вид гораздо более выносливый, чем его родители. Скрещивали дикого горного барана муфлона с домашней овцой с целью выведения высокошерстной породы. Предпринималась и попытка скрещивания павлина и индейки для повышения мясистости и улучшения вкусовых качеств птицы, но безуспешно. Большое внимание уделялось гигиене, здоровью, рациону и режиму питания зверей и птиц, условиям их содержания. Изучались проблемы поведения и размножения различных особей в условиях неволи, особое внимание уделялось разведению пушных зверей (зоопарк поддерживал тесные контакты с Бакурианской лисьей фермой).
В 1936 году под редакцией А. Джанашвили вышел первый путеводитель по Тбилисскому зоопарку.
В 1938 году в жизни Тбилисского зоопарка произошло знаменательное событие: из Московского зоопарка были привезены экзотические животные. В частности, новосёлами нашего зоопарка стали: трехлетний слоненок по имени Малка (первый слон в истории Тбилисского зоопарка), шимпанзе, бегемот, австралийский и американский страусы, разные виды попугаев, австралийские черные лебеди, красные и серебристые фазаны и т. д. По всему городу были развешаны афиши, уведомлявшие тбилисцев о прибытии диковинных зверей и птиц. С тех пор Тбилисский зоопарк постоянно пополнялся новыми обитателями.

## Катастрофа при наводнении 2015 года

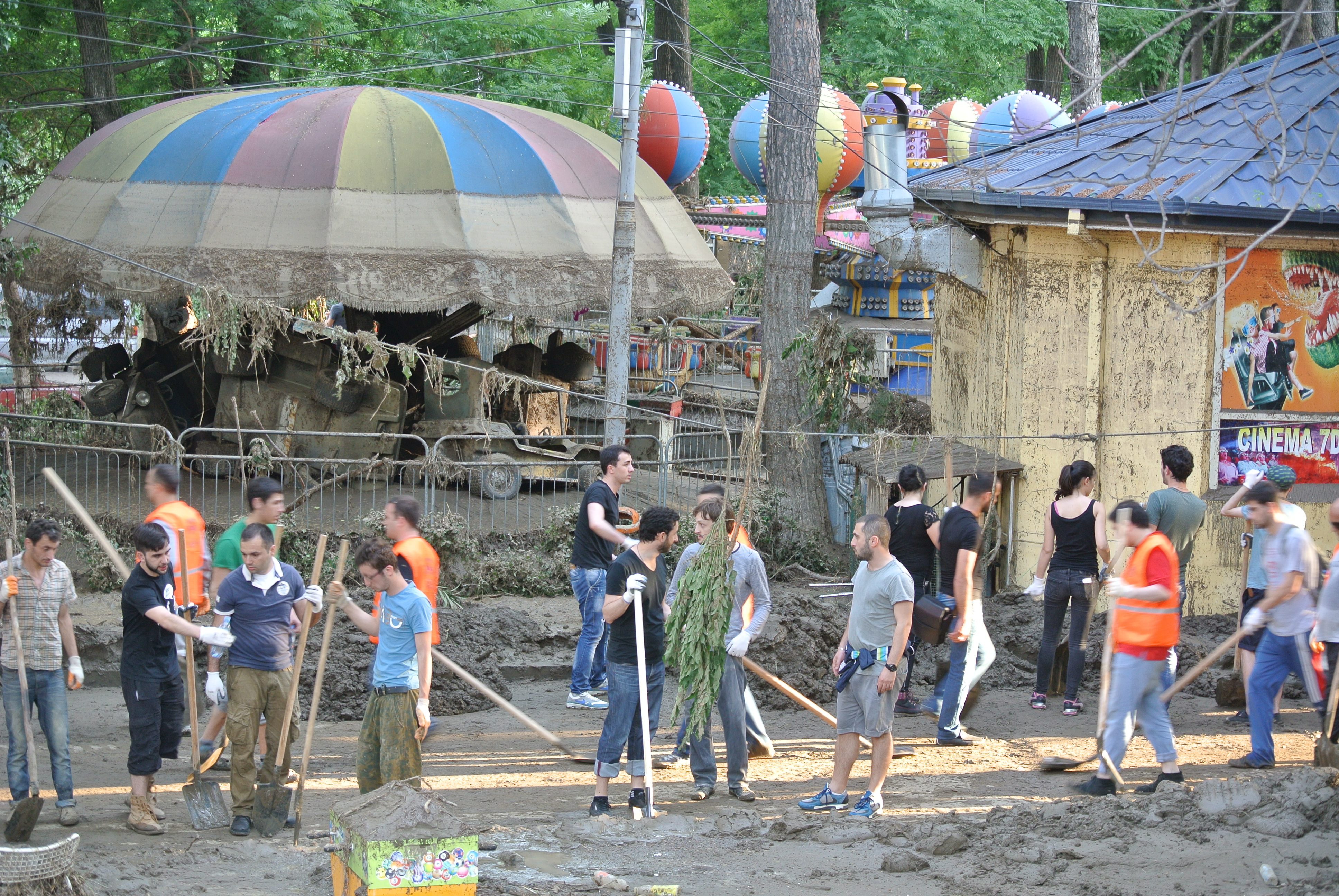
Последствия наводнения в зоопарке,
14 июня 2015 года

После сильных дождей, прошедших в Тбилиси в ночь с 13 на 14 июня 2015 года, была затоплена и значительно пострадала большая часть территории зоопарка. На территории зоопарка погибли трое его сотрудников.
Многие животные погибли, другие разбежались, в том числе шесть львов, шесть тигров, семь медведей, тринадцать волков, пантера, рыси, пингвины, гиены, крокодил и бегемот.
Часть животных удалось поймать в Тбилиси. Африканский пингвин был обнаружен спустя несколько дней на границе с Азербайджаном, в 60 км от зоопарка. Несколько животных было застрелено в городе из-за их агрессивного поведения. По мнению директора зоопарка Зураба Гуриелидзе, некоторые животные были убиты спецназом МВД Грузии без особой необходимости. Так, выстрелом в голову был убит белый лев. Тигр-альбинос 17 июня напал на человека и нанёс ему смертельные раны, после чего также был застрелен. В общей сложности погибло 277 животных.
Позднее власти приняли решение о строительстве зоопарка на новой территории — в девять раз больше старого.
Зоопарк вновь открылся 13 сентября, спустя три месяца после удара стихии. У входа была организована фотовыставка с фотографиями до и после наводнения, а также погибших животных.